# Rifugio Lavaredo
Il rifugio Lavaredo è un rifugio alpino situato ai piedi delle Tre Cime di Lavaredo, nelle Dolomiti di Auronzo, a 2.344 m s.l.m.

## Storia
Il rifugio fu costruito nel 1954 dalla guida alpina Francesco Corte Colò "Mazzetta", uno dei fondatori del soccorso alpino di Auronzo.

## Accessi
- Dal rifugio Auronzo (2320 m), seguendo il sentiero 101, in circa 20 minuti (T);
- Dalla val Marzon, alla fine del paese di Auronzo di Cadore, per il sentiero 1104, in circa 4.30 ore (E);
- Dal rifugio Locatelli (2450 m), seguendo il sentiero 101 (T).

## Galleria d'immagini

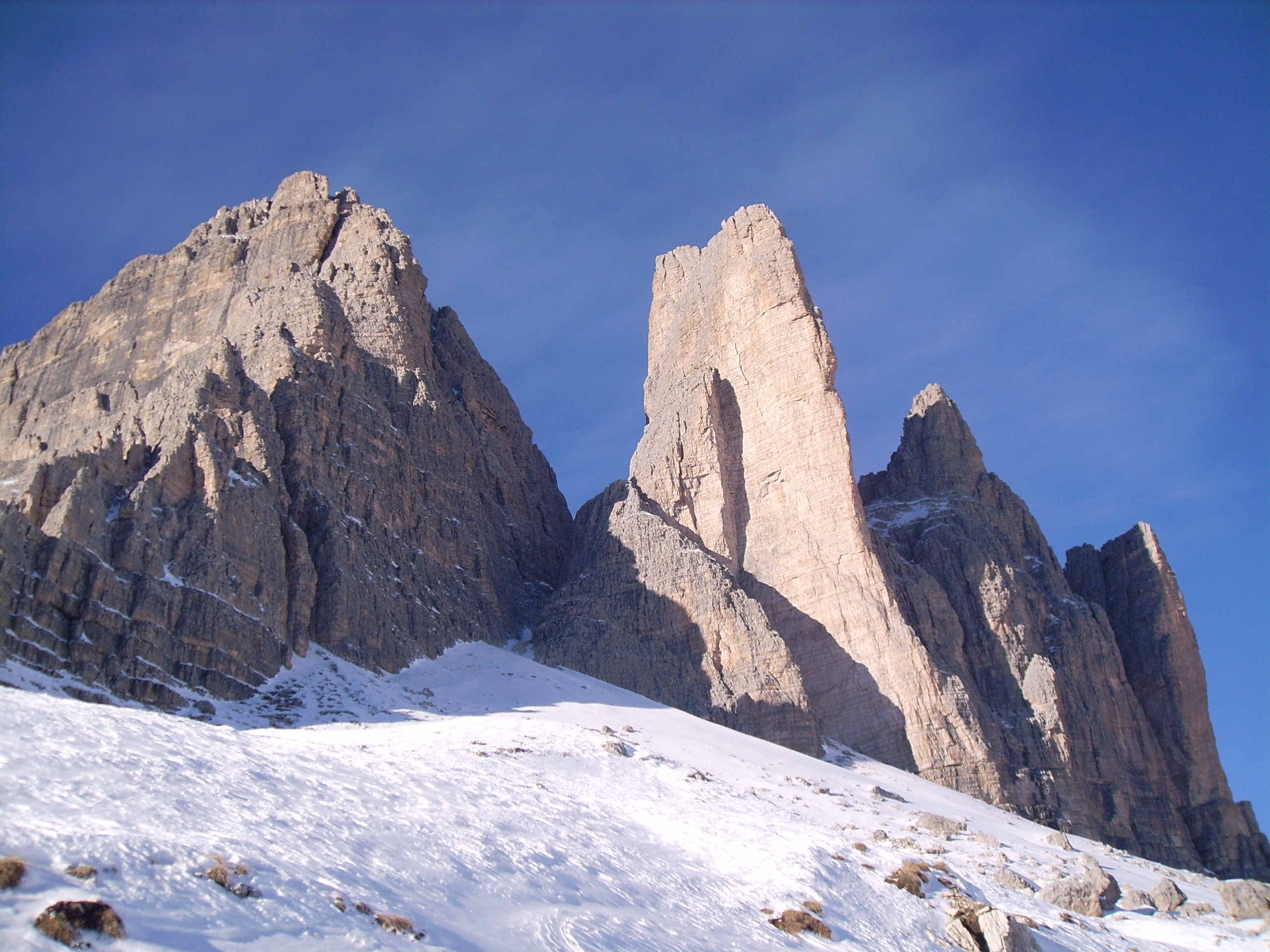
Lo Spigolo Giallo delle Tre Cime di Lavaredo
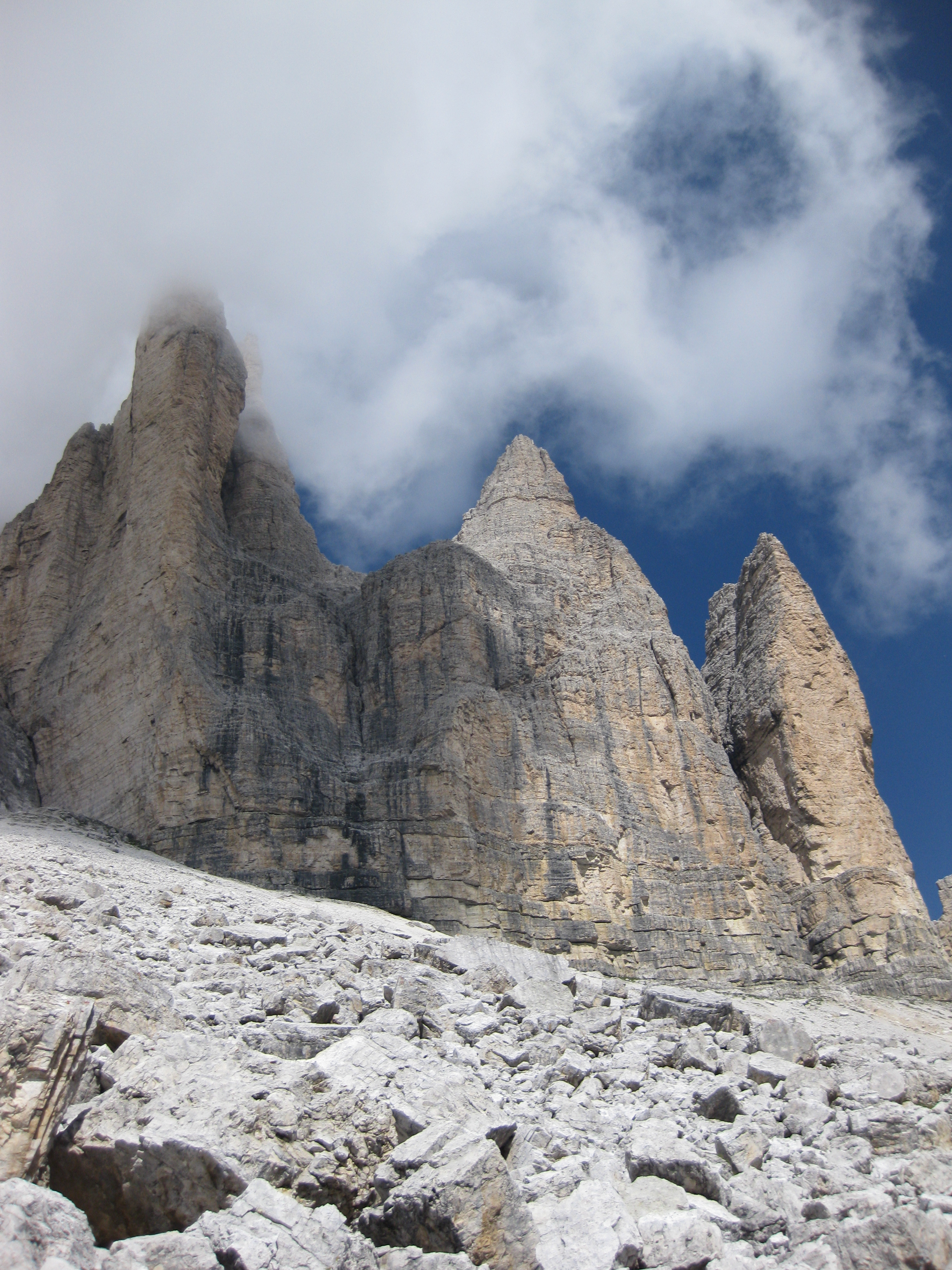
Le Tre Cime dal rifugio
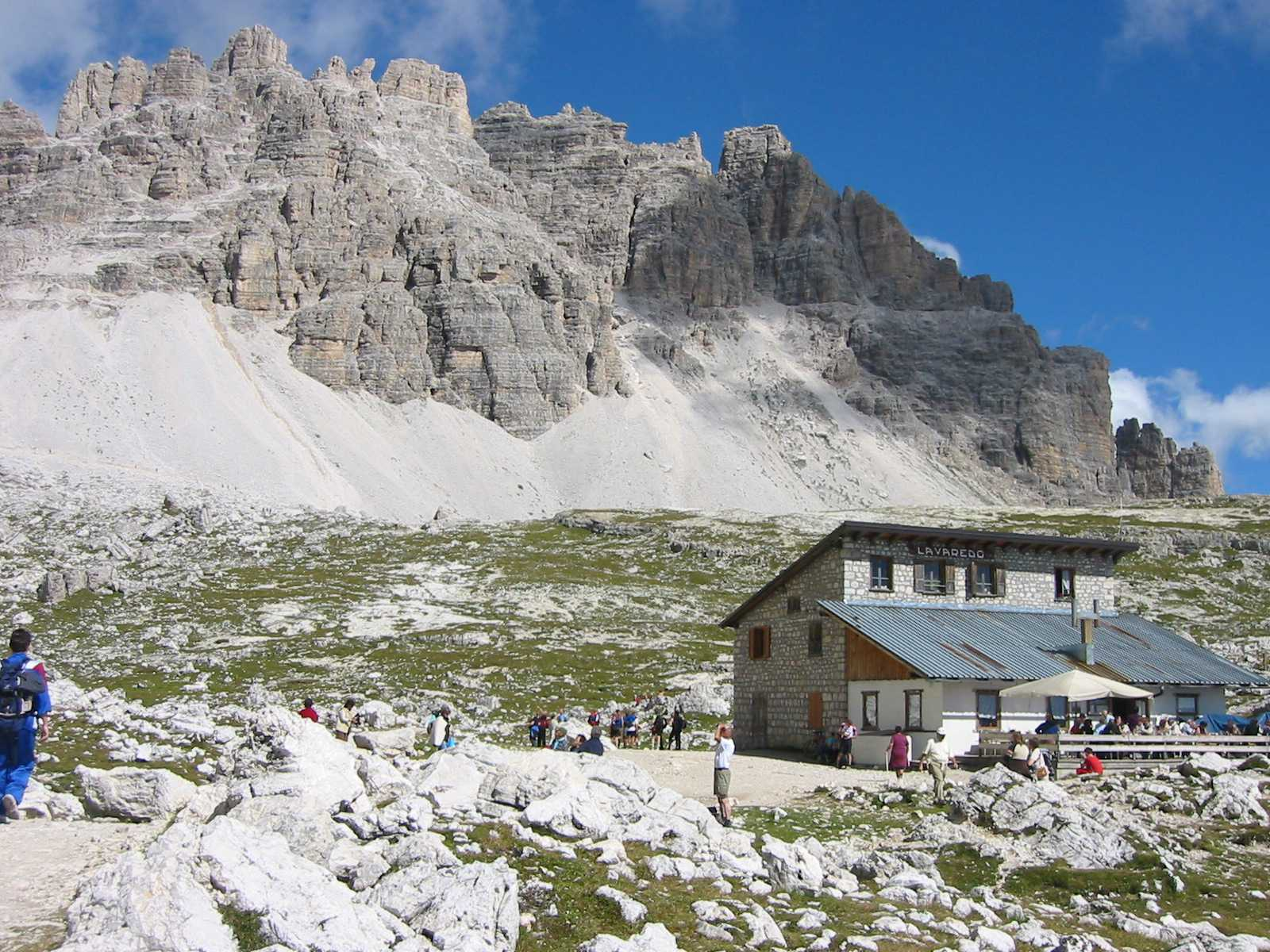
Il rifugio nel 2004